# Резня на Хэллоуин
Резня на Хэллоуин (порт. Massacre do Dia das Bruxas; англ. The Halloween Massacre) — массовые политические убийства в Анголе 30 октября — 1 ноября 1992 года. Осуществлялись со стороны правящей партии МПЛА в отношении оппозиционной УНИТА, а также ФНЛА. Привели к срыву второго тура всеобщих выборов и возобновлению гражданской войны. В результате Жозе Эдуарду душ Сантуш сохранил за собой пост президента Анголы, а МПЛА — правительственную власть.

## Конфликт
31 мая 1991 года президент Анголы Жозе Эдуарду душ Сантуш и лидер оппозиционного движения УНИТА Жонас Савимби подписали в Лиссабоне Бисесские соглашения — при посредничестве Португалии и наблюдении США и СССР. Договорённости предусматривали прекращение гражданской войны, легализацию УНИТА, интеграцию вооружённых отрядов оппозиции в ангольскую армию, проведение свободных выборов под контролем ООН.
Первые многопартийные выборы президента и парламента Республики Ангола состоялись 29 сентября — 30 сентября 1992 года. Согласно объявленным результатам, Жозе Эдуарду душ Сантуш получил 49,6 % голосов, Жонас Савимби — 40,1 %. В парламенте 129 мест — более половины — осталось за МПЛА, 70 — около трети — получила УНИТА. (В президентских выборах участвовали ещё девять кандидатов, в том числе Холден Роберто; в парламент, наряду с МПЛА и УНИТА, прошли фракции ещё десяти партий, в том числе ФНЛА.)
Поскольку ни один из кандидатов в президенты не получил абсолютного большинства, предстоял второй тур. Однако несколько оппозиционных партий во главе с УНИТА и включая ФНЛА не признали итогов голосования. Они привели данные о фальсификациях, неучтённых избирательных участках, об отстранении от выборов до полумиллиона сторонников оппозиции. Представители УНИТА — единственной оппозиционной партии, располагающей вооружёнными силами — требовали аннулировать объявленные результаты первого тура и провести повторное голосование.
В Луанду прибыла делегация УНИТА. Её возглавляли Жеримиас Шитунда (заместитель Савимби) и Элиаш Пена (секретарь партии). Однако переговоры с правительством зашли в тупик. Стороны обменялись угрозами.

## Резня
30 октября 1992 года партийная милиция МПЛА — DOPE и BVP — атаковала в Луанде представителей УНИТА. Полиция штурмом взяла все объекты УНИТА в Луанде. Жеремиас Шитунда, Элиаш Пена были захвачены и убиты 2 ноября, несколько других членов высшего руководства оппозиции погибли на месте, Арлиндо Пена и Абель Шивукувуку ранены (Арлиндо Пена спасся лишь потому, что труп другого человека приняли за него).
Армия и полиция оказывали вооружённым активистам правящей партии всяческую поддержку. По словам Жонаса Савимби, правительственные войска применили тяжёлую артиллерию, танки и вертолёты Ми-24 советского производства. Группу из 14 командиров УНИТА практически взяли в заложники — их освобождение власти обусловили выводом отрядов УНИТА из занимаемых районов. Заявление на этот счёт от имени руководства МПЛА сделал Жуан Лоренсу, будущий президент Анголы.
Убийства приобрели широкий масштаб в столице и распространились по стране. Удар оказался внезапным и эффективно подготовленным. Организовать отпор командование УНИТА не успело. Количество погибших неизвестно, разные источники дают цифры от 10 тысяч до 50 тысяч. Жертвами становились прежде всего активисты и сторонники УНИТА. Расправам подвергались также члены ФНЛА. Имел место и этнический фактор: убивали преимущественно представителей народностей овимбунду и баконго, поддерживающих Савимби и Роберто.
1 ноября 1992 силы МПЛА практически ликвидировали все структуры оппозиции в Луанде. Исходя из октябрьской хронологии, события получили название Резня на Хэллоуин.
Большинство исследователей рассматривают Резню на Хэллоуин, как целенаправленное уничтожение силовиками МПЛА противников правящего режима, особенно лидеров УНИТА. Существует также мнение, что Савимби был готов к силовому столкновению и даже ориентировался на этот вариант. Однако УНИТА переоценила свои силы, не предвидев мощи и жёсткости упреждающего удара.

## Последствия
Резня на Хэллоуин укрепила позиции правящего режима. Второй тур президентских выборов был отменён, президентом остался Жозе Эдуарду душ Сантуш. Структуры оппозиции были разгромлены в столице и на значительной части территории страны. Международное сообщество в общем и целом признало победу душ Сантуша.
Партия УНИТА возобновила партизанскую войну. Партия ФНЛА, не имевшая своих вооружённых сил, приняла условия властей и стала официальной оппозицией.
Боевые действия между правительственными войсками и отрядами УНИТА велись с возросшей интенсивностью. С осени 1992 по весну 1994 в Анголе погибли около 120 тысяч человек.
Процесс политического урегулирования в Анголе проходил при посредничестве Португалии, США и России (как правопреемника СССР). Однако Жонас Савимби отмечал, что «ни Вашингтон, ни Москва, ни Лиссабон, ни Совет Безопасности ООН, ни международная пресса не осудили резню». Иностранные партнёры не стали предъявлять претензий правительству душ Сантуша, с которым к тому времени были установлены тесные деловые связи. Ответственность за кровопролитие предпочли возложить на Савимби.
Очередная попытка урегулирования была предпринята 31 октября 1994 года. Лусакский протокол, заключённый при посредничестве Португалии, США и РФ, предполагал создание коалиционного правительства и раздел власти на всех уровнях между МПЛА и УНИТА. Однако договорённости не воплотились в жизнь. Обе стороны делали ставку на военное решение. Опыт Резни на Хэллоуин не способствовал взаимному доверию.
До конца 1990-х боевые действия шли с переменным успехом, с 1998—1999 обозначился военный перевес МПЛА. Война завершилась в начале 2002 года после гибели Савимби. Новое руководство УНИТА повторило путь ФНЛА, приняв условия душ Сантуша.
Следующие после 1992 многопартийные выборы в Анголе состоялись лишь в 2008 году. Победу вновь одержали душ Сантуш и МПЛА. В 2012 году душ Сантуш сохранил президентский пост автоматически, по результатам парламентских выборов, на которых МПЛА снова получила большинство.
События осени 1992 года по-прежнему влияют на политическую ситуацию в Анголе. Память о резне, опасения перед её повторением сдерживают активность ангольской системной оппозиции. Тема Резни на Хэллоуин считается официально табуированной.